# Pawliwske (Saporischschja)
Pawliwske (ukrainisch Павлівське; russisch Павловское Pawlowskoje) ist ein Dorf im Norden der ukrainischen Oblast Saporischschja mit etwa 400 Einwohnern.

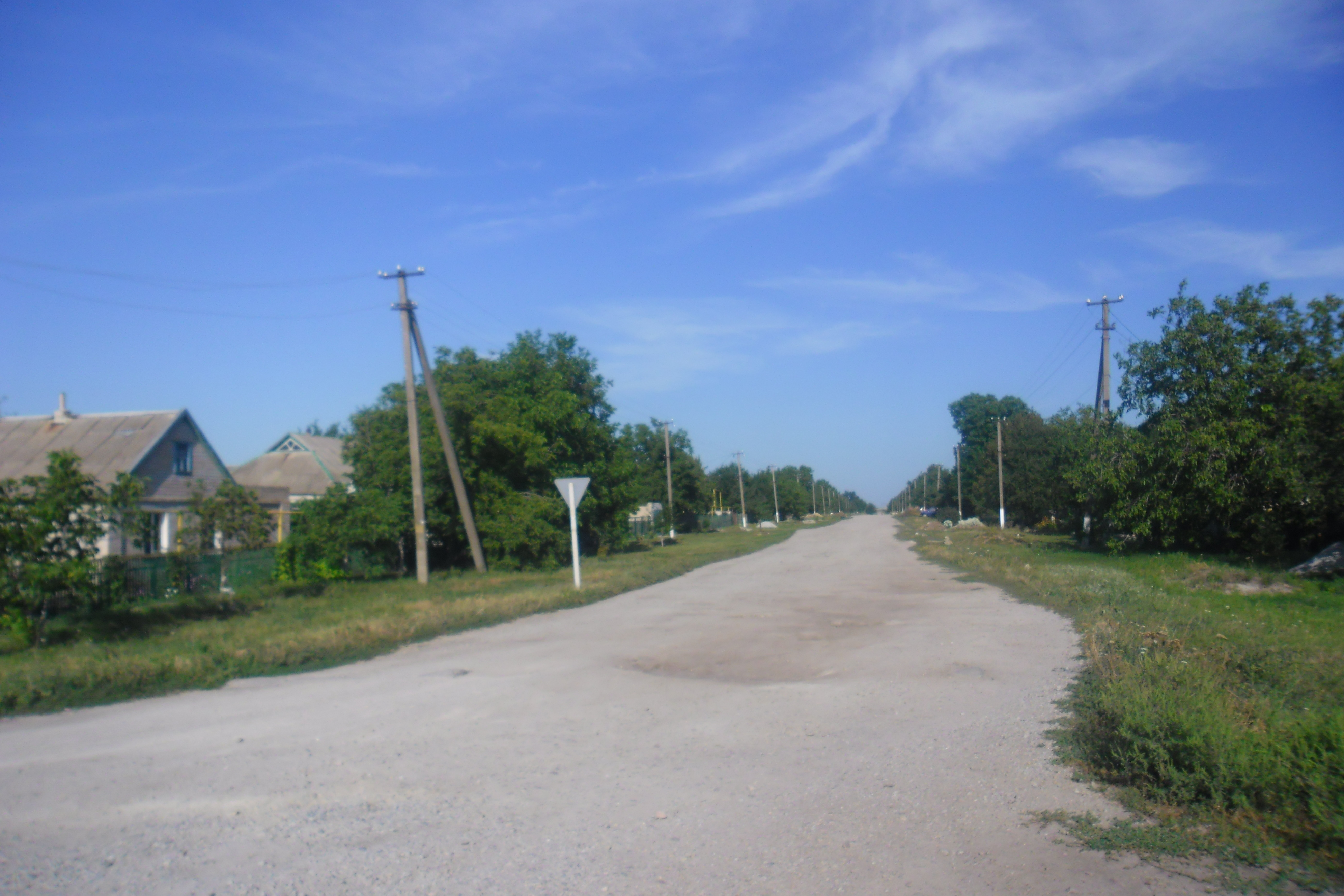
Straße im Ort

Das Dorf wurde 1905 durch Einwanderer aus der Wolost Orichiw gegründet an der Bahnstrecke Sewastopol–Charkiw und südlich der Nationalstraße N-15, 2 Kilometer östlich der ehemaligen Rajonshauptstadt Wilnjansk und 26 Kilometer nordöstlich der Oblasthauptstadt Saporischschja.

## Verwaltungsgliederung
Am 16. Dezember 2016 wurde das Dorf zum Zentrum der neugegründeten Landgemeinde Pawliwske (Павлівська сільська громада/Pawliwska silska hromada). Zu dieser zählten auch die 19 in der untenstehenden Tabelle aufgelisteten Dörfer, bis dahin bildete es zusammen mit den Dörfern Biljajiwka, Nowoseliwka, Nowowassyliwka, Pody, Resediwka, Rosdollja, Sadoroschnje, Selene, Snatschkowe, Spassiwka und Wyschnewe die gleichnamige Landratsgemeinde Pawliwske (Павлівська сільська рада/Pawliwska silska rada) im Zentrum des Rajons Wilnjansk.
Am 12. Juni 2020 kam noch das Dorf Solone zum Gemeindegebiet.
Am 17. Juli 2020 kam es im Zuge einer großen Rajonsreform zum Anschluss des Rajonsgebietes an den Rajon Saporischschja.
Folgende Orte sind neben dem Hauptort Pawliwske Teil der Gemeinde:
| Name                     | Name          | Name                            |
| ukrainisch transkribiert | ukrainisch    | russisch                        |
| ------------------------ | ------------- | ------------------------------- |
| Berestowe                | Берестове     | Берестовое (Berestowoje)        |
| Biljajiwka               | Біляївка      | Беляевка (Beljajewka)           |
| Ljubomyriwka             | Любомирівка   | Любомировка (Ljubomirowka)      |
| Nowoseliwka              | Новоселівка   | Новосёловка (Nowosjolowka)      |
| Nowoukrajinka            | Новоукраїнка  | Новоукраинка (Nowoukrainka)     |
| Nowowassyliwka           | Нововасилівка | Нововасилевка (Nowowassilewka)  |
| Perschoswaniwka          | Першозванівка | Першозвановка (Perschoswanowka) |
| Pody                     | Поди          | Поды                            |
| Resediwka                | Резедівка     | Резедовка (Resedowka)           |
| Rosdollja                | Роздолля      | Раздолье (Rasdolje)             |
| Sadoroschnje             | Задорожнє     | Задорожное (Sadoroschnoje)      |
| Schewtschenkowe          | Шевченкове    | Шевченково (Schewtschenkowe)    |
| Selene                   | Зелене        | Зелёное (Seljonoje)             |
| Semenenkowe              | Семененкове   | Семененково (Semenenkowo)       |
| Snatschkowe              | Значкове      | Значково (Snatschkowo)          |
| Solone                   | Солоне        | Солёное (Soljonoje)             |
| Spassiwka                | Спасівка      | Спасовка (Spassowka)            |
| Wassyliwka               | Василівка     | Василевка (Wassilewka)          |
| Wiwtscharne              | Вівчарне      | Овчарное (Owtscharnoje)         |
| Wyschnewe                | Вишневе       | Вишнёвое (Wischnjowoje)         |